# 舍伍德湖 (加利福尼亞州)
舍伍德湖（英語：Lake Sherwood）是位於美國加利福尼亞州文圖拉縣的一個人口普查指定地區。

## 地理
舍伍德湖的座標為34°07′34″N 118°53′17″W / 34.12611°N 118.88806°W，而該地最高點為海拔高度364米（即1194英尺）。

## 人口
根據2010年美國人口普查的數據，舍伍德湖的面積為8.607平方千米，當中陸地面積為8.121平方千米，而水域面積為0.486平方千米。當地共有人口1527人，而人口密度為每平方千米177人。